# DJ Adamus
DJ Adamus, właśc. Adam Jaworski (ur. 13 grudnia 1975 w Opolu) – polski DJ i producent muzyczny, dziennikarz radiowy i osobowość telewizyjna.

## Życiorys
Ukończył politologię na Uniwersytecie Opolskim.
Od 1993 pracował w opolskich rozgłośniach radiowych (Radio Prokolor, Radio Park, Radio Plus, Radio Ole). Karierę muzyczną rozpoczął w Opolu w 1996 jako gitarzysta zespołu 3K, z którym wygrał przegląd „100 godzin” i w katowickim studio nagrał album pt. EneDue wydany przez wytwórnię W moich oczach. Z zespołem zdobył Grand Prix festiwalu Antena Polska Le Printemps de Bourges w 1997, co zaowocowało trasą koncertową na terenie Francji. Od 2000 skupił swoje działania na polskiej scenie klubowej. W 2004 wystąpił gościnnie w musicalu Romeo i Julia.
Wspólnie z Mafia Mike założył projekt muzyczny Wet Fingers, który wsławił się przebojami: „Hi-Fi Superstar” (opartym na samplach piosenki „Hi-Fi” grupy Wanda i Banda), „Nu Limit” (opartym na utworze instrumentalnym Kombi „Bez ograniczeń”), który został wykorzystany w czołówce programu 5-10-15, i nowej wersji hitu „Małgośka” z repertuaru Maryli Rodowicz. Z projektem Wet Fingers wystąpił na Bydgoszcz Hit Festiwal, na Stokłosaliach 2011 i na Letniej Scenie Eski w Legionowie. Dwukrotnie występował przed DJ-em Tiësto: w 2009 i 2010 roku. Jako Wet Fingers współtworzył ścieżkę dźwiękową do filmu Sala samobójców; ich utwór „Turn Me On” promował film. W 2012 duet skomponował utwór „Love Step Dub”, który został wykorzystany w filmie Big Love.

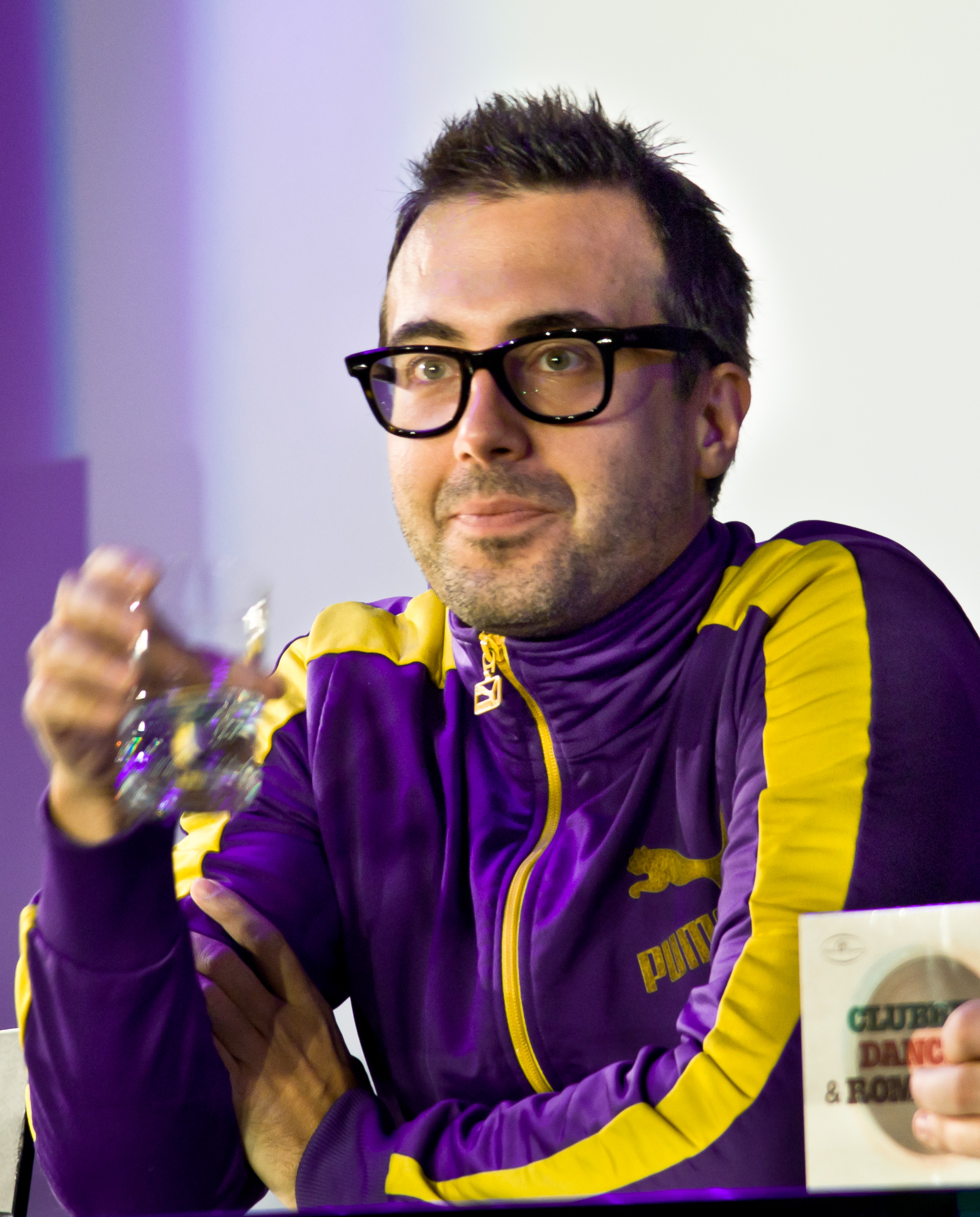
DJ Adamus (2012)

W 2013 pracował nad oprawą muzyczną finału gali rozdania nagród muzycznych „Fryderyki”, nagrał album pt. 1000 miejsc z Adą Szulc i został koordynatorem stowarzyszenia Europa Plus w województwie opolskim. W 2014 opracował oprawę muzyczną ceremonii otwarcia Mistrzostw Świata w Piłce Siatkowej Mężczyzn, która odbyła się na Stadionie Narodowym w Warszawie i była transmitowane w ponad 168 krajach.
Wraz z Ygorem Przebindowskim zajmował się oprawą muzyczną programu Kuby Wojewódzkiego w TVN. W latach 2014–2015 był jurorem czterech edycji programu Twoja twarz brzmi znajomo w telewizji Polsat. W latach 2020–2024 był didżejem w teleturnieju Jaka to melodia? w TVP1.

## Dyskografia
Albumy
| Tytuł                        | Dane dot. albumu                                                                      |
| ---------------------------- | ------------------------------------------------------------------------------------- |
| 1000 miejsc (oraz Ada Szulc) | - Wydany: 11 listopada 2013 - Wytwórnia: 001-Records - Format: CD, digital download   |
| DJ Adamus 2015               | - Wydany: 11 grudnia 2015 - Wytwórnia: Pozytywka Sound - Format: CD, digital download |

Single
| DJ Adamus & Candy Girl – „Lick It”                          | 2010 | 1 | –  | 30 |
| DJ Adamus & Candy Girl – „Do It Just 4 U”                   | 2012 | – | –  | –  |
| Majlo Majk & DJ Adamus – „Everybody Wants to Party”         | 2012 | – | –  | –  |
| Mandee & DJ Adamus – „Daisy Daisy”                          | 2012 | – | –  | –  |
| Ada Szulc & DJ Adamus – „1000 Miejsc”                       | 2013 | – | 5  | –  |
| Ada Szulc & DJ Adamus – „Dokąd uciekam”                     | 2013 | – | 12 | –  |
| DJ Adamus – „Volleyball & Baloons”                          | 2014 | – | –  | –  |
| DJ Adamus – „Warsaw Fiesta”                                 | 2014 | – | –  | –  |
| Eastclubbers & DJ Adamus – „Underwater (Club Edit)”         | 2014 | – | –  | –  |
| DJ Adamus – „Drillhouse (Radio Edit)”                       | 2014 | – | –  | –  |
| DJ Adamus – „Od nowa” (gościnnie: Mariusz Totoszko)         | 2014 | – | –  | –  |
| Paulla & DJ Adamus – „Nigdy o tobie nie zapomnę”            | 2015 | – | –  | –  |
| Michał Kwiatkowski & DJ Adamus – „Enjoy The Silence”        | 2016 | – | –  | 25 |
| DJ Adamus & Patrycja Mali Malinowska – „Keep Love Together” | 2017 | – | –  | –  |
| „–” utwór nie był notowany.                                 |      |   |    |    |

## Teledyski
| Tytuł                                                | Rok  | Reżyseria/Realizacja | Album       | Źródło |
| ---------------------------------------------------- | ---- | -------------------- | ----------- | ------ |
| DJ Adamus – „Jungle Swing” (gościnnie: Ygor)         | 2006 | –                    | –           | [ 38 ] |
| Ada Szulc & DJ Adamus – „Dokąd uciekam”              | 2013 | –                    | 1000 miejsc | [ 39 ] |
| Ada Szulc & DJ Adamus – „1000 miejsc”                | 2013 | Wojciech Kasperski   | 1000 miejsc | [ 40 ] |
| Ada Szulc & DJ Adamus – „Ocean (John Shapiro remix)” | 2014 | –                    | –           | [ 41 ] |
| Ada Szulc & DJ Adamus – „Ocean”                      | 2014 | –                    | –           | [ 42 ] |

## Filmografia
- 2015: Wkręceni 2 jako DJ[43].